# RAF: Facció de l'Exèrcit Roig
RAF: Facció de l'Exèrcit Roig (títol original en alemany: Der Baader Meinhof Komplex, lit. "El complex de Baader Meinhof") és una pel·lícula alemanya dirigida el 2008 per Uli Edel. El film, cofinançat per l'empresa pública de radiodifusió ARD, va esdevenir la producció de parla alemanya més cara de la història i tot el repartiment –incloent els papers més secundaris– està farcit dels actors alemanys més populars i coneguts.
Arran del debat social generat degut a l'estrena de la pel·lícula, la crítica alemanya va quedar dividida sobre el film i el seu paper galvanitzador o imparcial respecte la Fracció de l'Exèrcit Roig (RAF), sobre la mistificació de la RAF i la idealització dels seus membres o sobre l'aportació d'elements nous al debat sobre el tema RAF.
Aquesta pel·lícula ha estat doblada al català.

## Contingut

### Els fets
La major part de la pel·lícula s'ocupa del naixement de la Fracció de l'Exèrcit Roig i les seves primeres accions, entre el 1967 i el 1977.
La controvertida visita del xa Mohammad Reza Pahlavi a Berlín occidental genera una forta oposició que desemboca en una espiral de violència en el qual l'agent de policia Karl-Heinz Kurras mata a trets l'estudiant Benno Ohnesorg davant l'edifici de l'Òpera Alemanya. El líder estudiantil Rudi Dutschke, portaveu al congrés sobre el Vietnam celebrat a la Universitat Tècnica de Berlin, és també abatut a trets al mig del carrer per un anticomunista i resulta greument ferit. Com a reacció s'organitza una protesta contra el grup editorial d'Axel Springer, en la qual també hi participa Ulrike Meinhof.
El tres d'abril de 1968, després de l'incendi intencionat contra dos magatzems comercials a Frankfurt en senyal de protesta contra la guerra del Vietnam, dos infractors són arrestats per la policia. Meinhof és la periodista encarregada de seguir el judici i coneix d'aquesta manera els inculpats Andreas Baader, Gudrun Ensslin i Thorwald Proll. Els tres joves són condemnats a tres anys de presó però el juny de 1969 ja són posats en llibertat a l'espera que el tribunal es pronunciï sobre la revisió de la sentència. El novembre de 1969, quan la revisió de la sentència és rebutjada, Andreas Baader i Gudrun Ensslin passen a la clandestinitat i viuen, entre altres ciutats, a Roma. Al retornar a Berlín Meinhof els acull al seu pis, fins que Baader és arrestat en un control de tràfic. Un mes després, Meinhof i Ensslin l'alliberen i d'aquesta manera també Meinhof s'incorpora a la vida clandestina dels seus companys, tot abandonant les seves dues filles.
A l'estiu de 1970 la banda participa en una formació militar impartida en un camp palestí de Fatah. El mateix any i de manera gairebé simulània el grup atraca a mà armada tres bancs de Berlín, tot embutxacant-se més de 200.000 marcs alemanys. Seguidament es produeixen les primeres detencions –de Horst Mahler i Astrid Proll– entre d'altres. La primera víctima de la RAF és Petra Schelm, que mor tirotejada per la policia al pati interior d'un edifici. A continuació tenen lloc múltiples explosions de bomba, entre d'altres contra la policia militar V-Korps dels Estats Units a Frankfurt del Main, contra la direcció de policia d'Augsburg i contra el grup editorial Axel Springer A.G. Horst Herold, president de l'Oficina Federal de la Policia Criminal, ordena una ràtzia massiva per capturar els terroristes. Finalment, a l'estiu del 1972, la repressiva mesura policial dona els seus fruits i els principals membres de la banda són detinguts, entre d'altres Baader, Ensslin, Meinhof i Holger Meins, els quals són internats a la presó d'alta seguretat de Stammheim.
Després de la mort de Meins durant una vaga de fam col·lectiva dels membres de la RAF presos, altres terroristes en llibertat assassinen a trets Günter von Drenkmann, el president del tribunal de Berlín. També amb l'objectiu de forçar la llibertat dels companys detinguts, l'«escamot Holger Meins» comet la presa d'ostatges de l'ambaixada de l'Alemanya Occidental a Estocolm. El tinent coronel Andreas von Mirbach i el diplomàtic Heinz Hillegaart perden la vida durant aquesta acció. Poc abans que la policia llancés una operació d'assalt, va tenir lloc una explosió que va ferir mortalment a dos dels sis membres de l'escamot.
Ja començat el procés judicial contra els membres de la RAF, els acusats intenten boicotejar el curs judicial al·legant incapacitat per defensar-se i insultant el jutge per tal d'enterbolir el procés. Meinhof es baralla amb els seus companys i és trobada morta a la seva cel·la el maig de 1976, oficialment per suïcidi.
Després d'haver complet la condemna, Brigitte Mohnhaupt esdevé la líder del grup, que continua atemptant: la RAF assassina el fiscal general Siegfried Buback i els seus acompanyants a la ciutat de Karlsruhe. En un fallit intent per segrestar Jürgen Ponto, el cap executiu de la Dresdner Bank, els activistes Mohnhaupt i Christian Klar acaben matant a trets el seu ostatge, a la pròpia casa del banquer a la ciutat d'Oberursel.
Després que els presos de Stammheim s'assabenten del fracàs del segrest de l'avió Lanshut per part del Front Popular per a l'Alliberament de Palestina, que tenia per objectiu exigir la llibertat immediata dels presos de la RAF, els empresonats Baader, Gudrun Ensslin i Jan-Carl Raspe són trobats mort a les seves cel·les, oficialment per suïcidi. Com a reacció, els darrers membres afins a la RAF assassinen el president de la patronal i exoficial nazi Hanns Martin Schleyer, després d'haver romàs segrestat durant un mes i mig. La seva mort posa fi a l'anomenada Tardor alemanya, clímax de la insurgència de la RAF.

### Fidelitat amb la realitat
La pel·lícula resta en tot moment molt fidel al llibre d'assaig homònim del periodista alemany Stefan Aust publicat el 1985, el qual va ser tot un èxit comercial a Alemanya. Der Baader-Meinhof-Komplex és considerat com el primer llibre que va aportar una extensa i detallada documentació de fets i dates sobre la RAF i, encara que no va restar lliure de crítiques a causa del seu pregonat estil periodístic, l'obra resta com un dels llibres més importants i populars sobre la història de la RAF i ha esdevingut també l'obra de consulta per excel·lència sobre la banda armada.
Els cineastes Eichinger i Edel van fer grans esforços perquè la pel·lícula mantingués en tot moment una gran fidelitat respecte als esdeveniments reals i van invertir molt en vestuari i decoració per tal de reproduir amb la màxima autenticitat possible els diferents escenaris on es desenvolupa la història. També es va tenir molta cura que les preses cinematogràfiques recreesin amb la màxima fidelitat els esdeveniments històrics. Exemples d'aquestes acurades mesures són els cotxes d'època, amb matrícules coincidents amb les reals; o el nombre de trets disparats en les confrontacions armades, que amb l'ajuda d'informes policials van ser contats amb exactitud. També l'estanteria de la cel·la de Meinhof va ser emplenada amb cada cinta i llibre real, respectant el seu ordre exacte. Els pentinats van encaixar amb precisió amb la moda dels anys 1960. Els diàlegs dels quals n'ha quedat constància històrica gràcies a enregistraments o transcripcions, també van ser reproduïts al peu de la lletra. Respecte als altres diàlegs, es van reconstruir a partir de notes i documents escrits.
Tot i els esforços, el guionista Eichinger va deixar clar que la recreació de la realitat històrica pot ser malgrat tot només aproximada. Eichinger va dir que a vegades es va permetre allunyar-se dels fets històrics reals per tal d'equilibrar el curs dramàtic del film, sense per això distorsionar la realitat. A títol d'exemple, l'escena en què Baader es troba junts a Ensslin i a Peter-Jürgen Boock a la banyera va ser lleugerament modificada. Efectivament Boock es trobava a la banyera amb Ensslin i efectivament Baader va regalar-li la seva jaqueta a Boock. Això no obstant, els fets no es van produir simultàniament sinó que va ser Eichinger qui per conveniències del guió va ajuntar els fets en una única escena. La detenció de Baader és abreujada al film. El cartell «Deutsche Oper Berlin» de l'òpera no existia encara, però el director Edel va decidir deixar-lo per tal de facilitar al públic la identificació del lloc dels fets. L'assistent del cap de l'Oficina Federal de la Policia Criminal és un personatge fictici, inventat per tal que així Herold pugui comunicar les seves intencions i pensaments al públic. Altres personatges com Hanne o Ruth, interpretats per Jasmin Tabatabai i Sandra Borgmann, respectivament, no apareixen al llibre de Stefan Aust. Ans al contrari, durant el segrest de Hanns Martin Schleyer no apareix l'activista Sieglinde Hofmann. Al judici de Stammheim hi són mostrats només parcialment els advocats reals, sense veu ni ser nomenats. Així, alguns advocats com Hans-Christian Ströbele o Otto Schily, que després van esdevenir populars polítics, no apareixen al film.

## Premis[calcitació]
- Nominació als Premis del Cinema Europeu de 2009 a les categories de millor actor (Moritz Bleibtreu), Prix d'Exellence (Maske) i premi del públic.
- Nominació als Deutscher Filmpreis a les categories de millor pel·lícula, millor director, millor actriu (Johanna Wokalek) i millor vestuari.
- Premi pel productor Bernd Eichinger als Premis de Bayern de 2008.
- Nominació als Globus d'Or de 2009 a la categoria de millor pel·lícula estrangera.
- Nominació a l'Oscar a la millor pel·lícula de parla no anglesa.
- Premi Granota de bronze pel càmera Rainer Klausmann al Festival Camerimage de 2008.

### Llibres
- Stefan Aust: Der Baader-Meinhof-Komplex. Editorial "Hoffmann und Campe", Hamburg 1985, 667 pàgines, ISBN 3-455-08253-X (actualitzat i ampliat el 1997, ISBN 3-455-11230-7; Edició de butxaca 1998, ISBN 3-442-12953-2; Edició nova i completament modificada de 2008, ISBN 978-3-455-50029-5) (alemany)
- Katja Eichinger: Der Baader-Meinhof-Komplex. El llibre de la pel·lícula. Editorial "Hoffmann und Campe", Hamburg 2008, ISBN 978-3-455-50096-7 (alemany)

### Entrevistes
- Amb Moritz Bleibtreu, Johanna Wokalek i Uli Edel al diari "Berliner Morgenpost", 22 de setembre de 2008, pàgina 19: „Wir drehen ja keine Komödie“ (alemany)
- Amb Uli Edel al diari "Stuttgarter Nachrichten", 19 de setembre de 2008, pàg. 16: „Aber ich als Vater wollte nicht schweigen“ (alemany)
- Amb Johanna Wokalek al diari "Frankfurter Allgemeine Zeitung", 20 de setembre de 2008, pàg. 6: Wie konnte Gudrun Ensslin das tun, Frau Wokalek? (alemany)

### Crítica
Positiva
- Revista "Ray", Nr. 10/2008, de Jörg Schiffauer: Der Tod und die Bürgerkinder Arxivat 2008-10-07 a Wayback Machine. (alemany)
- Der Spiegel, Nr. 37/2008 del 8 de setembre de 2008, pàg. 42–49, de Dirk Kurbjuweit: Bilder der Barbarei (alemany)
- Diari "Die tageszeitung", 20 de setembre de 2008, pàg. 4, d'Andreas Fanizadeh: Schnelle Schnitte (Alternativtitel: RAF sells) (alemany)

Lleugerament positiva
- Revista "Stern" 11 de setembre de 2008, pàg. 152–161, de Stefan Schmitz: Das letzte Gefecht der RAF (alemany)

Ambigua
- Revista "Cinema" Nr. 10/2008, pàg. 30–36, de Heiko Rosner: Der Baader Meinhof Komplex (alemany)
- Diari "Frankfurter Rundschau", 18 de setembre de 2008, pàg. 33, de Daniel Kothenschulte: Belmondo Baader (alemany)

Lleugerament negativa
- Revista "epd Film" Nr. 10/2008, de Stefan Reinecke: Der Baader Meinhof Komplex (alemany)
- Diari Frankfurter Allgemeine Zeitung, 24 de setembre de 2008, pàg. 33, de Michael Althen: Die Sache mit der Hummersuppe (alemany)
- Diari "Neue Zürcher Zeitung", 25 de setembre de 2008, pàg. 47, de Claudia Schwartz: Mehr Schiesswut als Sprengkraft (alemany)
- Diari Süddeutsche Zeitung, 25 de setembre de 2008, de Tobias Kniebe: Bang Boom Bang Arxivat 2009-10-26 a Wayback Machine. (alemany)

Negativa
- Diari "Die Presse", 20 de setembre de 2008, de Christoph Huber: Das bleierne Zeitbild (alemany)
- Diari "Der Standard", 18 de setembre de 2008, pàg. 5, de Bert Rebhandl: Die Unterschlagung aller Diskurse (alemany)
- Diari "Der Tagesspiegel", 18 de setembre de 2008, pàg. 29, de Jan Schulz-Ojala: Extrem laut und unglaublich fern (alemany)
- Diari Die Welt, 18 de setembre de 2008, pàg. 3, d'Eckhard Fuhr: Terror als Action (alemany)